# Lorettehöjden
Lorettehöjden är en höjdsträckning i nordvästra Frankrike, 12 kilometer norr om Arras.
Lorettehöjden utgjorde från oktober 1914 en stödjepunkt i den tyska fronten. Den var föremål för strider såväl maj-juni 1915 som i september 1915, då den kom under ententemakternas kontroll.